# Aros
O povo aro é um subgrupo ibo com elementos Akpa e ibibio que se originaram do reino Arochukwu no atual estado de Abia, no sudeste da Nigéria. Os Aros também pode ser encontrados em cerca de 250 outros assentamentos principalmente na região Sudeste e áreas adjacentes. Os Aros hoje são na sua maioria classificados como ibos do Leste ou Cross River devido à sua localização, cultura e dialeto. O deus deles, Ibini Ukpabi, foi um fator-chave no estabelecimento da Confederação Aro como uma potência regional no sudeste da Nigéria, durante os séculos XVIII e XIX.

## Origens e História
A história dos Aros antecede a migração ibo e fundação do reino de Arochukwu. Antes os Ibos começaram a chegar à região de Aro no século XVII, chegaram os Ibibios da área de Benue e planalto e estados fundados como, Obong Okon Ita e Ibom oeste de Cross River. Migrações ibos lideradas pelo clã Eze Agwu do norte para a região Aro começou em meados do século XVII que levou a tensões. As guerras Aro-Ibibio e a migração dos Akpa do leste do Cross River, formou a nação durante a virada do século XVII ao XVIII.
A aliança ibo e Akpa, derrotou e assimilou os habitantes originais Ibibio depois de longos anos de guerra. Por esta altura, o comércio de óleo de palma e de escravos era popular no interior. Em meados do século XVIII, houve migrações maciças de empresários Aro para o interior ibo e áreas adjacentes. Essa migração, a influência de seu deus Ibini Ukpabi através de sacerdotes e seu poder militar apoiado por alianças com vários vizinhos relacionados ibos e Cross River oriental. estados militarizados (particularmente Ohafia, Abam, Abiriba, Afikpo, ecóis, etc.) rapidamente estabeleceu a Confederação Aro como uma potência econômica regional. No entanto, a hegemonia econômica Aro foi ameaçada pela penetração de europeus, principalmente colonos britânicos no final do século XIX. As tensões finalmente levaram ao derramamento de sangue, e a Guerra Anglo-Aro teve lugar 1901-1902. A Confederação Aro bravamente resistiu, mas, eventualmente, sofreu uma derrota. Isso ajudou os britânicos a ocupar o resto do que se tornou Nigéria Oriental.

## Tradição
Os Aros tem uma rica tradição. Um fator é a sociedade Ekpe, que é um culto sagrado originalmente do leste de Cross River. O culto altamente religioso e judicial teve um papel importante no cultismo Aro. O uso do sistema de escrita, Nsibidi, era baseado nas sociedades secretas como Ekpe. Uli, um outro sistema de escrita, ocorreu principalmente na forma de arte corporal.
Outro fator é o santuário Ibini Ukpabi, que era um deus mediador entre os Aros. Eles influenciaram vizinhos e aliados antes da invasão britânica. O santuário foi posteriormente corrompido, comercializado e utilizado para a venda de escravos durante o comércio de escravos. A atividade masquerade Ekeleke foi importante em assentamentos Aro, em vez de Ekpe. Trazido dos Aros no Delta do Níger ocidental, ele eventualmente se espalharam para a área Oguta. Eles também eram conhecidos por usarem o popular "George" de pano. A dança guerreira Ikperikpe era muito famosa entre os guerreiros dos velhos tempos e continua em uso.

## Maiores assentamentos na Nigéria Oriental
- Aro Ajatakiri: Em Ikwuano, Umuahia, estado de Abia
- Aro Achara: Em Ama-asa, Isiala Ngwa, Abia.
- Aro Umu Nkpe: Em Isiala Ngwa, Abia.
- Aro Nbawsi: Em  Isiala Ngwa, Abia.
- Aro Omoba: Em  Isiala Ngwa, Abia.
- Aro Okporoenyi: Em Ikwuano área de Abia.
- Aro Iyama: Em Ikwuano, área de Abia.
- Aro Amuru: Em Ikwuano, área de Abia.
- Aro Ndizuogu: Ideato área de Imo (O maior de todos os assentamentos).
- Aro Ndi Ikerionwu: Em Anambra.
- Aro Ajalli: Em Anambra.
- Aro Nzerem: Em Ebonyi.
- Aro Amokwe: Em Udi área de Enugu.
- Aro Isuochi: Em Abia.
- Aro Isiokpo/Igwurita Ikwerre área em Rivers.
- Aro Abagana: Em Anambra.
- Aro Oru: Em Imo.
- Aro Ngwa: Em Abia.
- Aro Ezeagu: Em Enugu.
- Aro Achi: Em Enugu.
- Aro Oboro Ite
- Aro Kalabari: Em Rivers.
- Aro Opobo: Em Rivers.
- Aro Uturu: Em Abia.